# ジャックス (信販)
株式会社ジャックス（英: JACCS CO., LTD.）は日本の大手信販会社。本部は東京都渋谷区恵比寿4丁目1-18恵比寿ネオナート、登記上の本店は北海道函館市若松町2-5明治安田生命函館ビル。「ジャックス」はJapan Consumer Credit Serviceの略である。

## 概要
1954年に北海道函館市で創業した信販・クレジットカード会社。
1974年に東京へ進出し、1978年から東京証券取引所市場第一部へ上場。2019年3月期では、クレジット・カード・ファイナンス・ペイメントとリテール金融の分野で年間4兆円超の取扱高実績を有する。2010年以降はASEAN諸国へ進出し、ベトナム・インドネシア・フィリピン・カンボジアの4ヵ国で二輪車および四輪車の販売金融を展開している。海外事業を含めたショッピングクレジットおよびオートローンの分野では業界トップクラスの取扱高を誇る。
旧・三菱銀行と明治生命保険（現・明治安田生命保険）を主要借入先とし、両社とも大株主になっていた。2008年3月17日に第三者割当増資を実施したことにより、三菱東京UFJ銀行（BTMU）の持分法適用関連会社（株式の20.00%保有）となった。それまでは三菱東京フィナンシャル・グループ（MTFG）（現・MUFG）が設立した東京三菱キャッシュワン（後のDCキャッシュワン）の出資程度の業務関係しかなかったが、2008年10月に三菱UFJニコス（NICOS）の個品割賦事業を会社分割により吸収。2011年より三菱UFJニコス（旧・ディーシーカード）が担当していた三菱東京UFJ銀行のリフォームローン・マイカーローン・教育ローンなど無担保証書貸付ローンの信用保証業務を担っている。ただし、同業の三菱UFJニコスやアコムのようにBTMUやMUFGの連結子会社（A member of MUFG）ではなく、持分法適用関連会社のため、JALカードなどと同じく一定の距離を置いている。準取引銀行としてみずほ銀行（旧・富士銀行）・農林中央金庫・三井住友信託銀行・北洋銀行との関係も維持している。また、みずほ銀行にはジャックス支店の設置がある。
クレジットカードはVISA、MasterCard、JCBの3ブランドを発行。このうちVISAについては、当初、ビザ・ジャパン協会（現在のVJA）のライセンスにより発行していたが、MUFGグループ入りを機に三菱UFJニコスとの間で2007年12月6日付でVISAブランド開放に関する業務提携契約を締結し、2009年度より同社ライセンスでのVISAカード発行を開始。2013年にはプリンシパルメンバーとなり、自社発行を開始する。
。経営方針は堅実といわれ、ノンバンク業界の中でも不良債権が少ないことで有名である。また、1997年に当時業界で唯一、融資商品の上限金利を利息制限法の範囲内に引き下げたため、現在多くの信販・クレジットカード会社や消費者金融会社を苦しめている過払金の問題がほとんどない。。

## 沿革
- 1954年（昭和29年）6月29日 - 函館市でデパート信用販賣株式會社を設立。
- 1959年（昭和34年）7月 - 商号を北日本信用販売株式会社（きたにほんしんようはんばい、略称：北日本信販）に変更。本社は現在の函館市文学館の建物（元第一銀行函館支店）だった。
- 1973年（昭和48年）4月 - 札幌証券取引所上場。
- 1975年（昭和50年）8月 - 本部機能を東京に移転。
- 1976年（昭和51年）
  - 4月 - 商号を株式会社ジャックスに変更。
  - 11月 - 東京証券取引所2部上場。
- 1978年（昭和53年）9月 - 東京証券取引所1部に指定替え。
- 1980年（昭和55年） - パイオニアクレジット株式会社を合併。
- 1981年（昭和56年） - 世界最大の免税店チェーンのDFS（Duty Free Shoppers）とカード業務で提携。
- 1989年（平成元年）4月 - 国際カード「ジャックス・VISAカード」、「ジャックス・MasterCard」を発行開始。
- 1991年（平成3年）1月 - 「ジャックス・JCBカード」を発行開始。トリプル発行体制となる。
- 1997年（平成9年） - カードキャッシング利率を業界最低水準となる実質年率18％へ引き下げる。
- 2001年（平成13年） - 業界最新鋭の基幹システム「JANET」を稼働、業界で初めて24時間365日稼働のオンラインシステムを実現。
- 2008年（平成20年）
  - 3月 - 三菱東京UFJ銀行を相手先とする第三者割当増資を実施し、三菱東京UFJ銀行が株式の20％を保有する筆頭株主となり、持分法適用会社となる。
  - 4月 - 三菱UFJニコス株式会社の個品割賦事業（信販事業）を分社化した「[JNS管理サービス株式会社」の全株式を取得し、事業を承継した。
- 2010年（平成22年）6月 - JACCS International Vietnam Finance Co.,Ltd.（現・連結子会社）を設立。
- 2011年（平成23年）12月 - 業界最大級のポイント高還元率カード「Reader's Card（リーダーズカード）」を発行。
- 2013年（平成25年）4月 - JNS管理サービス株式会社を吸収合併。
- 2014年（平成26年）4月 - 創立60周年を機に、「JACCS」のコーポレートロゴデザインを刷新[3]。
- 2016年（平成28年）3月 - 札幌証券取引所上場廃止。

## ギャラリー

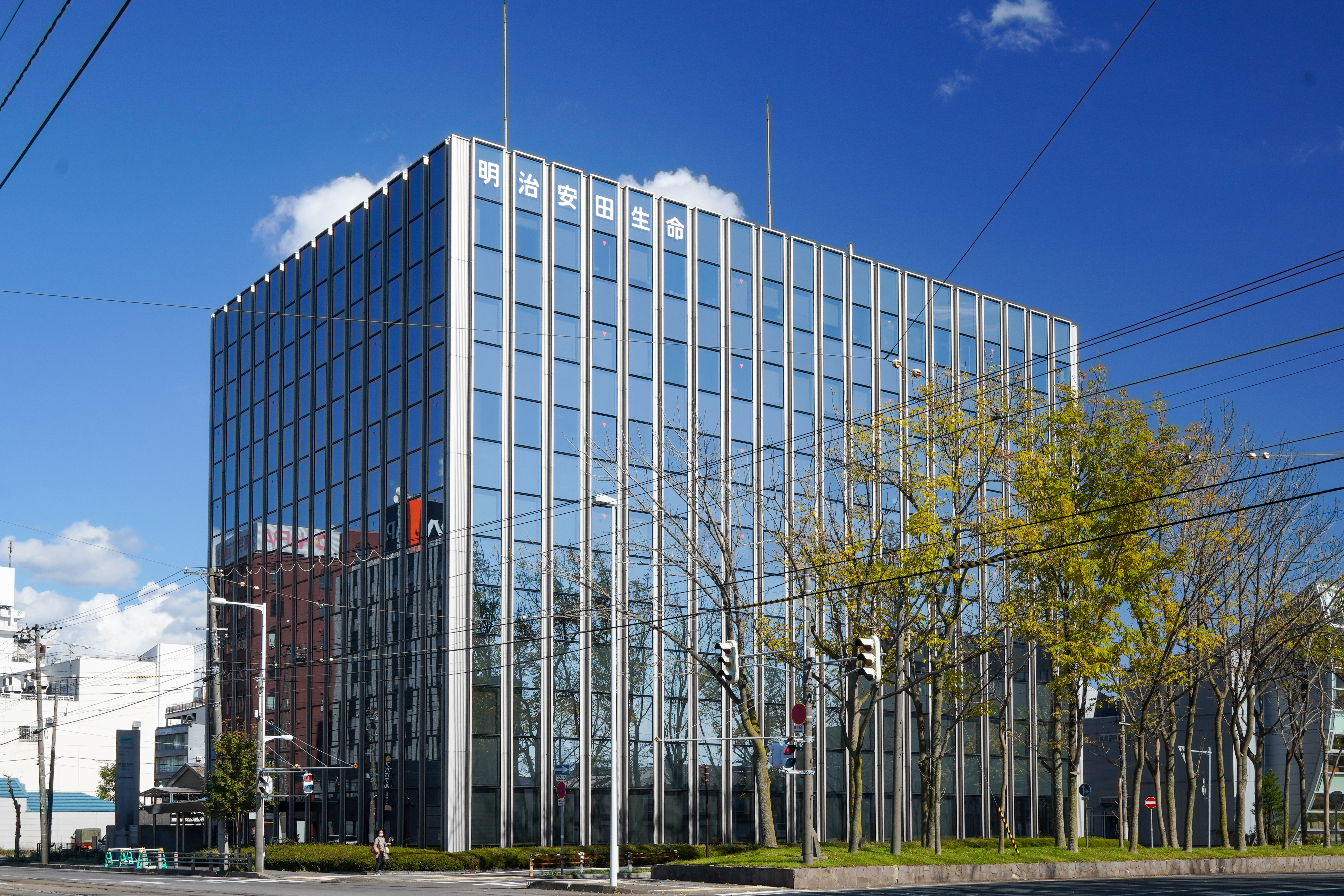
登記上の本店所在地（明治安田生命函館ビル）
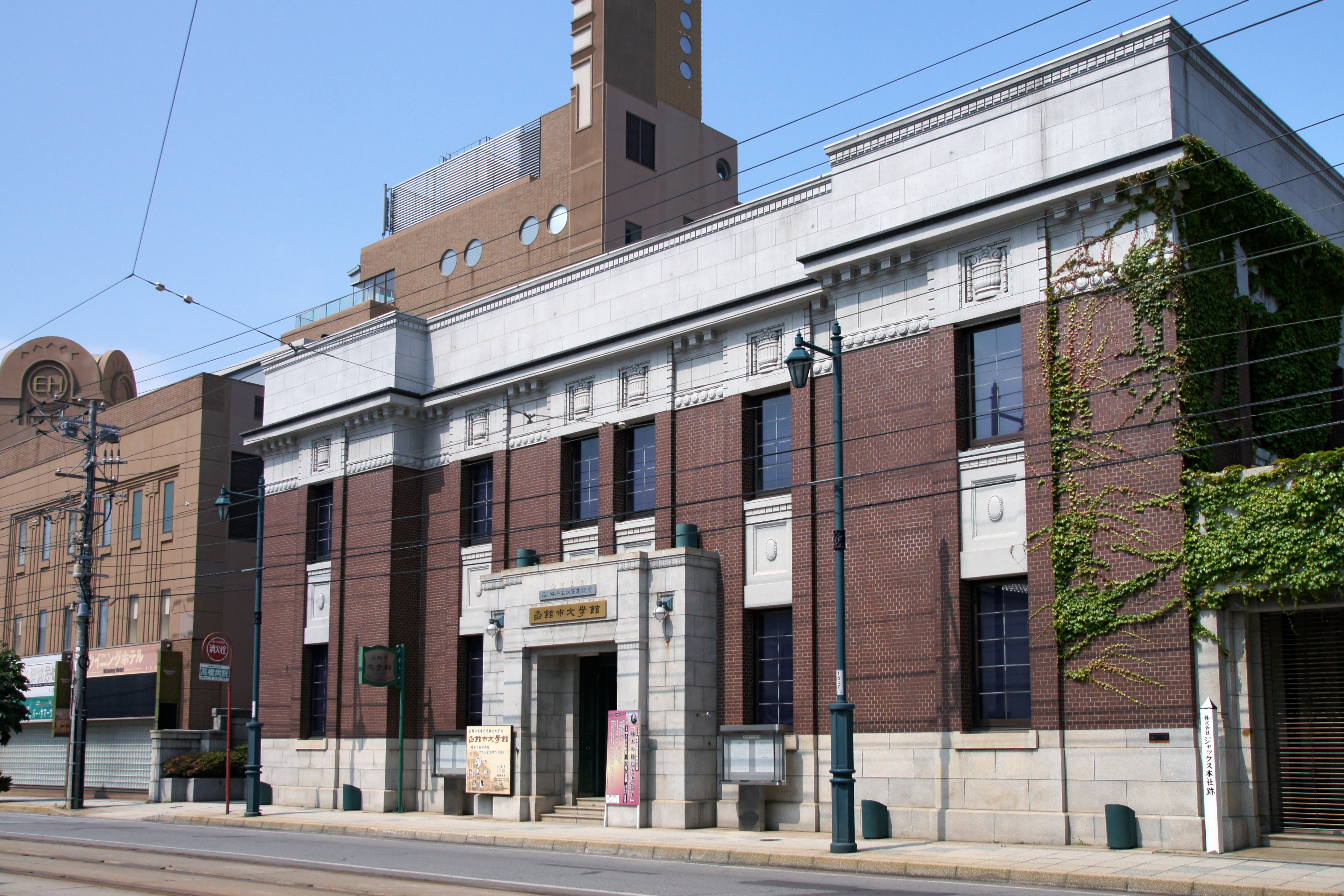
旧本社（現・函館市文学館）

## ドメイン名をめぐる事件
1998年、ドメイン名「jaccs.co.jp」を、富山県に本社を置く簡易トイレ通信販売会社、有限会社日本海パクトが取得。同社はドメインを有償で譲渡することを持ちかけた（サイバースクワッティング）が、ジャックスは拒否した。その後、日本海パクトは同ドメインでウェブサイトを開設するとともに、「企業家支援集団心地よいゆりかご（Japan Associated Cozy Cradle Society）」の英略称として「JACCS」表記を使用したため、ジャックスは同年11月に富山地方裁判所へそのドメインと商標の使用差し止めの民事訴訟を提起し（事件番号:平成10(ワ)323 不正競争 民事訴訟事件）日本初のドメイン名をめぐる民事訴訟に発展した。
2000年12月の一審判決では著名表示不正使用行為と認められ、日本海パクトはWebサイト上での「jaccs」の商標とドメインが使用禁止となったが、被告側が三審まで上告し、2002年2月に最高裁第二小法廷は二審の名古屋高裁金沢支部判決を支持し、上告審を受理しない決定を出し、ジャックスが勝訴した。
その後ドメインはジャックスへ譲渡され、2002年後半以降は「jaccs.co.jp」を使用しているが、それ以前は「jaccscard.co.jp」を使用していた。旧ドメインも子会社の名義で保持しており、2020年現在も旧ドメインでアクセスするとjaccs.co.jpへリダイレクトされる。

## 歴代CM出演者
- 東幹久
- 加藤晴彦
- 爆笑問題
- 香取慎吾（当時SMAP）
- 宮﨑あおい
- 松島トモ子
- 村上淳
- 伊藤歩
- 松田龍平
- 田畑智子
- 柴咲コウ
- 曽我部恵一BAND
- 井乃頭蓄音団
- JUJU（2012年）
- 錦織圭（2013年～2022年）
- 小松菜奈(2022年～2025年)
- 髙石あかり（2025年〜）

### CM特記事項
1980年代に店頭に並んだトランペットを物欲しげに見つめる少年のCMが流れ、それが志村けん等によりパロディにされていた。